# Trượt băng nghệ thuật tại Thế vận hội Mùa đông 2018 - Trượt băng đôi
Nội dung trượt băng nghệ thuật đôi của Thế vận hội Mùa đông 2018 được tổ chức tại Gangneung Ice Arena ở Gangneung, Hàn Quốc. Phần thi ngắn được tổ chức vào ngày 14 tháng 2 còn trượt băng tự do là ngày 15 tháng 2 năm 2018. Aliona Savchenko và Bruno Massot trở thành nhà vô địch Olympic sau khi đứng thứ tư ở phần thi ngắn và sau đó thiết lập kỷ lục về điểm số ở phần thi tự do để giành huy chương vàng với cách biệt 0,43 điểm.
Giám khảo Huang Feng người Trung Quốc bị ISU điều tra và cấm vì thiên vị điểm số.

## Kỷ lục
| Môn thi          | Tên                                   | Điểm   | Ngày                | Nguồn |
| ---------------- | ------------------------------------- | ------ | ------------------- | ----- |
| Trượt băng tự do | Aliona Savchenko / Bruno Massot (GER) | 159.31 | 15 tháng 2 năm 2018 | [ 9 ] |

## Kết quả

### Phần thi ngắn
Phần thi ngắn diễn ra vào ngày 14 tháng 2.
| XH                           | Tên                                        | Quốc gia                     | TSS   | TES   | PCS   | SS   | TR   | PE   | CH   | IN   | Ded   | StN |
| ---------------------------- | ------------------------------------------ | ---------------------------- | ----- | ----- | ----- | ---- | ---- | ---- | ---- | ---- | ----- | --- |
| 1                            | Sui Wenjing / Han Cong                     | Trung Quốc                   | 82.39 | 44.49 | 37.90 | 9.36 | 9.32 | 9.61 | 9.50 | 9.57 | 0.00  | 17  |
| 2                            | Evgenia Tarasova / Vladimir Morozov        | Vận động viên Olympic từ Nga | 81.68 | 43.97 | 37.71 | 9.46 | 9.25 | 9.54 | 9.50 | 9.39 | 0.00  | 22  |
| 3                            | Meagan Duhamel / Eric Radford              | Canada                       | 76.82 | 41.26 | 35.56 | 8.89 | 8.64 | 8.89 | 9.00 | 9.04 | 0.00  | 19  |
| 4                            | Aliona Savchenko / Bruno Massot            | Đức                          | 76.59 | 39.16 | 37.43 | 9.29 | 9.18 | 9.32 | 9.46 | 9.54 | 0.00  | 21  |
| 5                            | Yu Xiaoyu / Zhang Hao                      | Trung Quốc                   | 75.58 | 42.10 | 33.48 | 8.39 | 8.29 | 8.46 | 8.50 | 8.21 | 0.00  | 12  |
| 6                            | Vanessa James / Morgan Ciprès              | Pháp                         | 75.34 | 40.67 | 34.67 | 8.64 | 8.43 | 8.89 | 8.68 | 8.71 | 0.00  | 15  |
| 7                            | Valentina Marchei / Ondřej Hotárek         | Ý                            | 74.50 | 40.36 | 34.14 | 8.32 | 8.29 | 8.68 | 8.68 | 8.71 | 0.00  | 18  |
| 8                            | Natalia Zabiiako / Alexander Enbert        | Vận động viên Olympic từ Nga | 74.35 | 40.13 | 34.22 | 8.68 | 8.25 | 8.64 | 8.57 | 8.64 | 0.00  | 20  |
| 9                            | Nicole Della Monica / Matteo Guarise       | Ý                            | 74.00 | 40.41 | 33.59 | 8.43 | 8.25 | 8.46 | 8.46 | 8.39 | 0.00  | 16  |
| 10                           | Kristina Astakhova / Alexei Rogonov        | Vận động viên Olympic từ Nga | 70.52 | 38.93 | 31.59 | 7.89 | 7.71 | 8.00 | 7.96 | 7.93 | 0.00  | 7   |
| 11                           | Ryom Tae-ok / Kim Ju-sik                   | CHDCND Triều Tiên            | 69.40 | 38.79 | 30.61 | 7.61 | 7.36 | 7.86 | 7.71 | 7.71 | 0.00  | 10  |
| 12                           | Julianne Séguin / Charlie Bilodeau         | Canada                       | 67.52 | 35.63 | 31.89 | 7.96 | 7.79 | 8.04 | 8.04 | 8.04 | 0.00  | 14  |
| 13                           | Kirsten Moore-Towers / Michael Marinaro    | Canada                       | 65.68 | 34.46 | 31.22 | 7.89 | 7.64 | 7.68 | 7.96 | 7.86 | 0.00  | 11  |
| 14                           | Alexa Scimeca Knierim / Chris Knierim      | Hoa Kỳ                       | 65.55 | 34.18 | 31.37 | 7.96 | 7.54 | 7.82 | 7.89 | 8.00 | 0.00  | 13  |
| 15                           | Anna Dušková / Martin Bidař                | Cộng hòa Séc                 | 63.25 | 34.62 | 28.63 | 7.18 | 7.04 | 7.11 | 7.29 | 7.18 | 0.00  | 6   |
| 16                           | Annika Hocke / Ruben Blommaert             | Đức                          | 63.04 | 34.61 | 28.43 | 7.11 | 6.96 | 7.18 | 7.11 | 7.18 | 0.00  | 8   |
| Không lọt vào vòng thi tự do |                                            |                              |       |       |       |      |      |      |      |      |       |     |
| 17                           | Peng Cheng / Jin Yang                      | Trung Quốc                   | 62.61 | 33.50 | 30.11 | 7.64 | 7.46 | 7.50 | 7.61 | 7.43 | -1.00 | 9   |
| 18                           | Ekaterina Alexandrovskaya / Harley Windsor | Úc                           | 61.55 | 34.70 | 26.85 | 7.00 | 6.64 | 6.75 | 6.71 | 6.46 | 0.00  | 2   |
| 19                           | Paige Conners / Evgeni Krasnopolski        | Israel                       | 60.35 | 34.26 | 26.09 | 6.54 | 6.32 | 6.68 | 6.57 | 6.50 | 0.00  | 4   |
| 20                           | Miriam Ziegler / Severin Kiefer            | Áo                           | 58.80 | 31.71 | 28.09 | 7.07 | 6.93 | 6.96 | 7.07 | 7.07 | -1.00 | 5   |
| 21                           | Miu Suzaki / Ryuichi Kihara                | Nhật Bản                     | 57.74 | 32.89 | 24.85 | 6.39 | 5.96 | 6.29 | 6.25 | 6.18 | 0.00  | 3   |
| 22                           | Kim Kyu-eun / Alex Kang-chan Kam           | Hàn Quốc                     | 42.93 | 21.04 | 22.89 | 6.04 | 5.54 | 5.57 | 5.79 | 5.68 | -1.00 | 1   |

- Ghi chú:
- WR - Kỷ lục thế giới
- TSS - Tổng điểm bài thi; TES - Điểm yếu tố kỹ thuật; PCS - Điểm thành phần
- SS - Kỹ năng trượt băng; TR - Chuyển tiếp; PE - Biểu diễn/Xử lý
- CH - Vũ đạo; IN - Phong cách; Ded - Điểm trừ; StN - Thứ tự trình diễn

### Trượt băng tự do
Trượt băng tự do diễn ra vào ngày 15 tháng 2.
| XH | Tên                                     | Quốc gia                     | TSS       | TES   | PCS   | SS   | TR   | PE   | CH   | IN   | Ded   | StN |
| -- | --------------------------------------- | ---------------------------- | --------- | ----- | ----- | ---- | ---- | ---- | ---- | ---- | ----- | --- |
| 1  | Aliona Savchenko / Bruno Massot         | Đức                          | 159.31 WR | 82.07 | 77.24 | 9.57 | 9.46 | 9.82 | 9.64 | 9.79 | 0.00  | 13  |
| 2  | Meagan Duhamel / Eric Radford           | Canada                       | 153.33    | 79.86 | 73.47 | 9.21 | 9.04 | 9.32 | 9.21 | 9.14 | 0.00  | 14  |
| 3  | Sui Wenjing / Han Cong                  | Trung Quốc                   | 153.08    | 76.29 | 76.79 | 9.57 | 9.46 | 9.54 | 9.71 | 9.71 | 0.00  | 15  |
| 4  | Evgenia Tarasova / Vladimir Morozov     | Vận động viên Olympic từ Nga | 143.25    | 70.08 | 74.17 | 9.54 | 9.18 | 9.14 | 9.32 | 9.18 | -1.00 | 16  |
| 5  | Vanessa James / Morgan Ciprès           | Pháp                         | 143.19    | 71.59 | 71.60 | 8.96 | 8.82 | 8.93 | 9.04 | 9.00 | 0.00  | 11  |
| 6  | Valentina Marchei / Ondřej Hotárek      | Ý                            | 142.09    | 73.94 | 68.15 | 8.39 | 8.32 | 8.64 | 8.57 | 8.68 | 0.00  | 9   |
| 7  | Natalia Zabiiako / Alexander Enbert     | Vận động viên Olympic từ Nga | 138.53    | 70.36 | 68.17 | 8.54 | 8.25 | 8.57 | 8.61 | 8.64 | 0.00  | 10  |
| 8  | Julianne Séguin / Charlie Bilodeau      | Canada                       | 136.50    | 71.28 | 65.22 | 8.11 | 7.93 | 8.25 | 8.18 | 8.29 | 0.00  | 5   |
| 9  | Kirsten Moore-Towers / Michael Marinaro | Canada                       | 132.43    | 70.42 | 62.01 | 7.82 | 7.50 | 7.86 | 7.79 | 7.79 | 0.00  | 1   |
| 10 | Nicole Della Monica / Matteo Guarise    | Ý                            | 128.74    | 64.60 | 65.14 | 8.18 | 8.00 | 8.07 | 8.25 | 8.21 | -1.00 | 7   |
| 11 | Yu Xiaoyu / Zhang Hao                   | Trung Quốc                   | 128.52    | 62.98 | 67.54 | 8.68 | 8.43 | 8.21 | 8.57 | 8.32 | -2.00 | 12  |
| 12 | Ryom Tae-ok / Kim Ju-sik                | CHDCND Triều Tiên            | 124.23    | 63.65 | 60.58 | 7.68 | 7.29 | 7.71 | 7.61 | 7.57 | 0.00  | 6   |
| 13 | Kristina Astakhova / Alexei Rogonov     | Vận động viên Olympic từ Nga | 123.93    | 62.17 | 63.76 | 8.04 | 7.82 | 7.71 | 8.21 | 8.07 | -2.00 | 8   |
| 14 | Anna Dušková / Martin Bidař             | Cộng hòa Séc                 | 123.08    | 64.34 | 58.74 | 7.43 | 7.39 | 7.21 | 7.36 | 7.32 | 0.00  | 3   |
| 15 | Alexa Scimeca Knierim / Chris Knierim   | Hoa Kỳ                       | 120.27    | 60.57 | 60.70 | 7.68 | 7.54 | 7.43 | 7.75 | 7.54 | -1.00 | 2   |
| 16 | Annika Hocke / Ruben Blommaert          | Đức                          | 108.94    | 53.79 | 55.15 | 6.93 | 6.82 | 6.79 | 7.00 | 6.93 | 0.00  | 4   |

- Ghi chú:
- TSS - Tổng điểm bài thi; TES - Điểm yếu tố kỹ thuật; PCS - Điểm thành phần
- SS - Kỹ năng trượt băng; TR - Chuyển tiếp; PE - Biểu diễn/Xử lý
- CH - Vũ đạo; IN - Phong cách; Ded - Điểm trừ; StN - Thứ tự trình diễn

### Tổng điểm
Các vận động viên xếp hạng dựa trên tổng điểm cả hai bài thi
| Hạng                         | Tên                                        | Quốc gia                     | Tổng điểm | SP    | SP | FS     | FS |
| ---------------------------- | ------------------------------------------ | ---------------------------- | --------- | ----- | -- | ------ | -- |
| 1                            | Aliona Savchenko / Bruno Massot            | Đức                          | 235.90    | 76.59 | 4  | 159.31 | 1  |
| 2                            | Sui Wenjing / Han Cong                     | Trung Quốc                   | 235.47    | 82.39 | 1  | 153.08 | 3  |
| 3                            | Meagan Duhamel / Eric Radford              | Canada                       | 230.15    | 76.82 | 3  | 153.33 | 2  |
| 4                            | Evgenia Tarasova / Vladimir Morozov        | Vận động viên Olympic từ Nga | 224.93    | 81.68 | 2  | 143.25 | 4  |
| 5                            | Vanessa James / Morgan Ciprès              | Pháp                         | 218.53    | 75.34 | 6  | 143.19 | 5  |
| 6                            | Valentina Marchei / Ondřej Hotárek         | Ý                            | 216.59    | 74.50 | 7  | 142.09 | 6  |
| 7                            | Natalia Zabiiako / Alexander Enbert        | Vận động viên Olympic từ Nga | 212.88    | 74.35 | 8  | 138.53 | 7  |
| 8                            | Yu Xiaoyu / Zhang Hao                      | Trung Quốc                   | 204.10    | 75.58 | 5  | 128.52 | 11 |
| 9                            | Julianne Séguin / Charlie Bilodeau         | Canada                       | 204.02    | 67.52 | 12 | 136.50 | 8  |
| 10                           | Nicole Della Monica / Matteo Guarise       | Ý                            | 202.74    | 74.00 | 9  | 128.74 | 10 |
| 11                           | Kirsten Moore-Towers / Michael Marinaro    | Canada                       | 198.11    | 65.68 | 13 | 132.43 | 9  |
| 12                           | Kristina Astakhova / Alexei Rogonov        | Vận động viên Olympic từ Nga | 194.45    | 70.52 | 10 | 123.93 | 13 |
| 13                           | Ryom Tae-ok / Kim Ju-sik                   | CHDCND Triều Tiên            | 193.63    | 69.40 | 11 | 124.23 | 12 |
| 14                           | Anna Dušková / Martin Bidař                | Cộng hòa Séc                 | 186.33    | 63.25 | 15 | 123.08 | 14 |
| 15                           | Alexa Scimeca Knierim / Chris Knierim      | Hoa Kỳ                       | 185.82    | 65.55 | 14 | 120.27 | 15 |
| 16                           | Annika Hocke / Ruben Blommaert             | Đức                          | 171.98    | 63.04 | 16 | 108.94 | 16 |
| Không lọt vào vòng thi tự do |                                            |                              |           |       |    |        |    |
| 17                           | Peng Cheng / Jin Yang                      | Trung Quốc                   |           | 62.61 | 17 |        |    |
| 18                           | Ekaterina Alexandrovskaya / Harley Windsor | Úc                           |           | 61.55 | 18 |        |    |
| 19                           | Paige Conners / Evgeni Krasnopolski        | Israel                       |           | 60.35 | 19 |        |    |
| 20                           | Miriam Ziegler / Severin Kiefer            | Áo                           |           | 58.80 | 20 |        |    |
| 21                           | Miu Suzaki / Ryuichi Kihara                | Nhật Bản                     |           | 57.74 | 21 |        |    |
| 22                           | Kim Kyu-eun / Alex Kang-chan Kam           | Hàn Quốc                     |           | 42.93 | 22 |        |    |